# Bethoncourt
Pour les articles ayant des titres homophones, voir Betoncourt et Bettoncourt.
Bethoncourt [bətɔ̃kuʁ] est une commune française située dans le département du Doubs, la région culturelle et historique de Franche-Comté et la région administrative Bourgogne-Franche-Comté.
Ses habitants sont appelés les Bethoncourtois et  Bethoncourtoises.

## Géographie

### Description

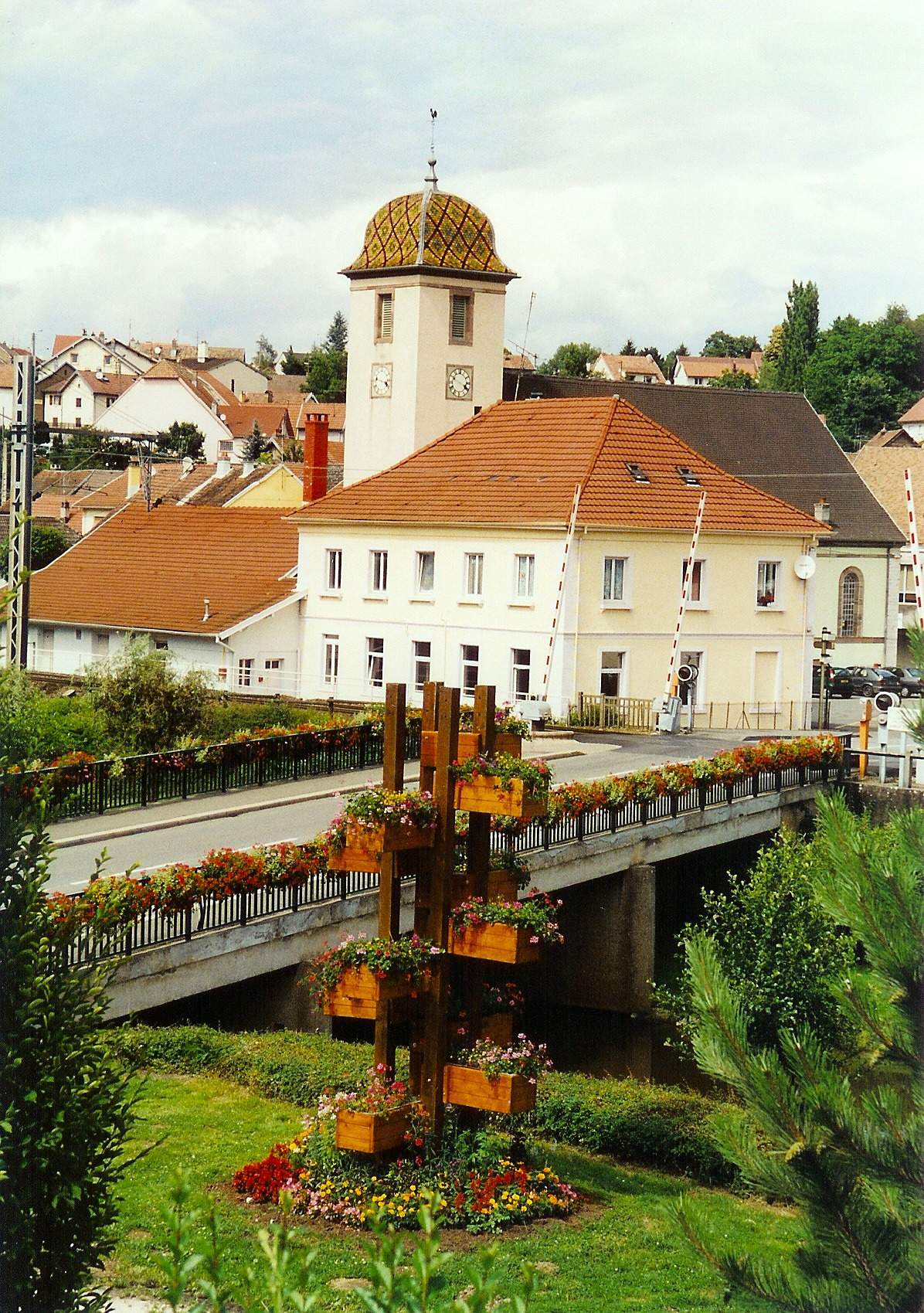
Le pont sur la Lizaine et le passage à niveau sur le chemin de fer.

Bethoncourt est une commune de la périphérie de Montbéliard, jouxtant au nord cette ville et située en limite de la Haute-Saône (Héricourt), et du Territoire de Belfort (Châtenois-les-Forges). Elle se trouve à 13 km au Sud de Belfort, 59 km à l'Ouest de Bâle et à 68 km au Nord-Est de Besançon, à 15 km de la frontière franco-suisse.
La commune est desservie par l'ex-route nationale 438 (actuelle RD 438) et traversée  par la ligne de Dole-Ville à Belfort, dont la station la plus proche est la gare de Montbéliard, où circulent les TER Bourgogne-Franche-Comté de la relation  Belfort - Montbéliard - Besançon - Lons-le-Saunier - Bourg-en-Bresse - Lyon.
Les lignes de bus Évolity THNS 1 (quartier Champvallon) et B (quartiers Champvallon et Bethoncourt Village) desservent la commune

### Hydrographie
La commune est drainée par la Lizaine (ou Luzine) , un affluent de l'Allan, et donc un sous-affluent du Rhône par le Doubs et la Saône.

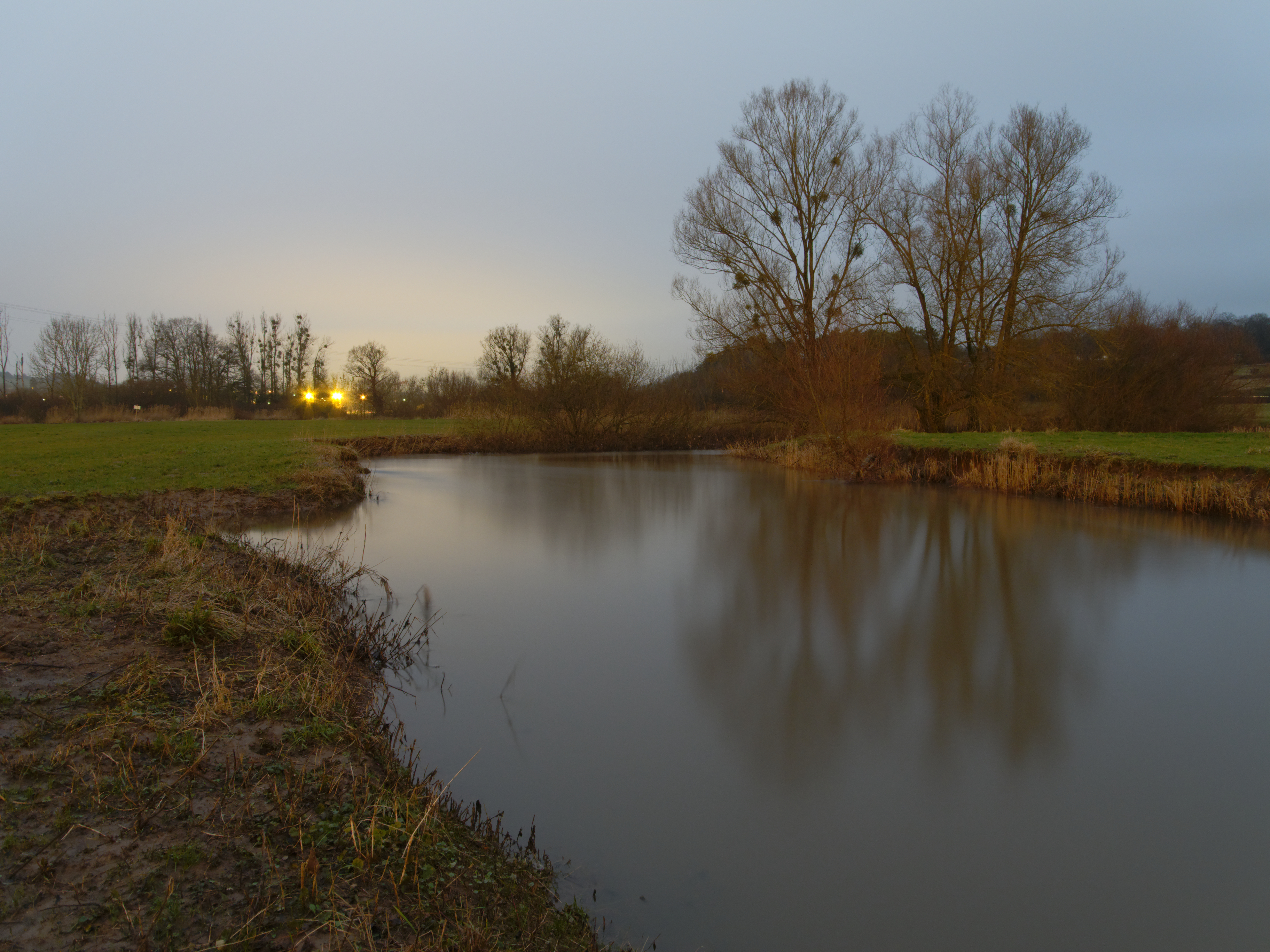
Crépuscule sur la Lizaine.
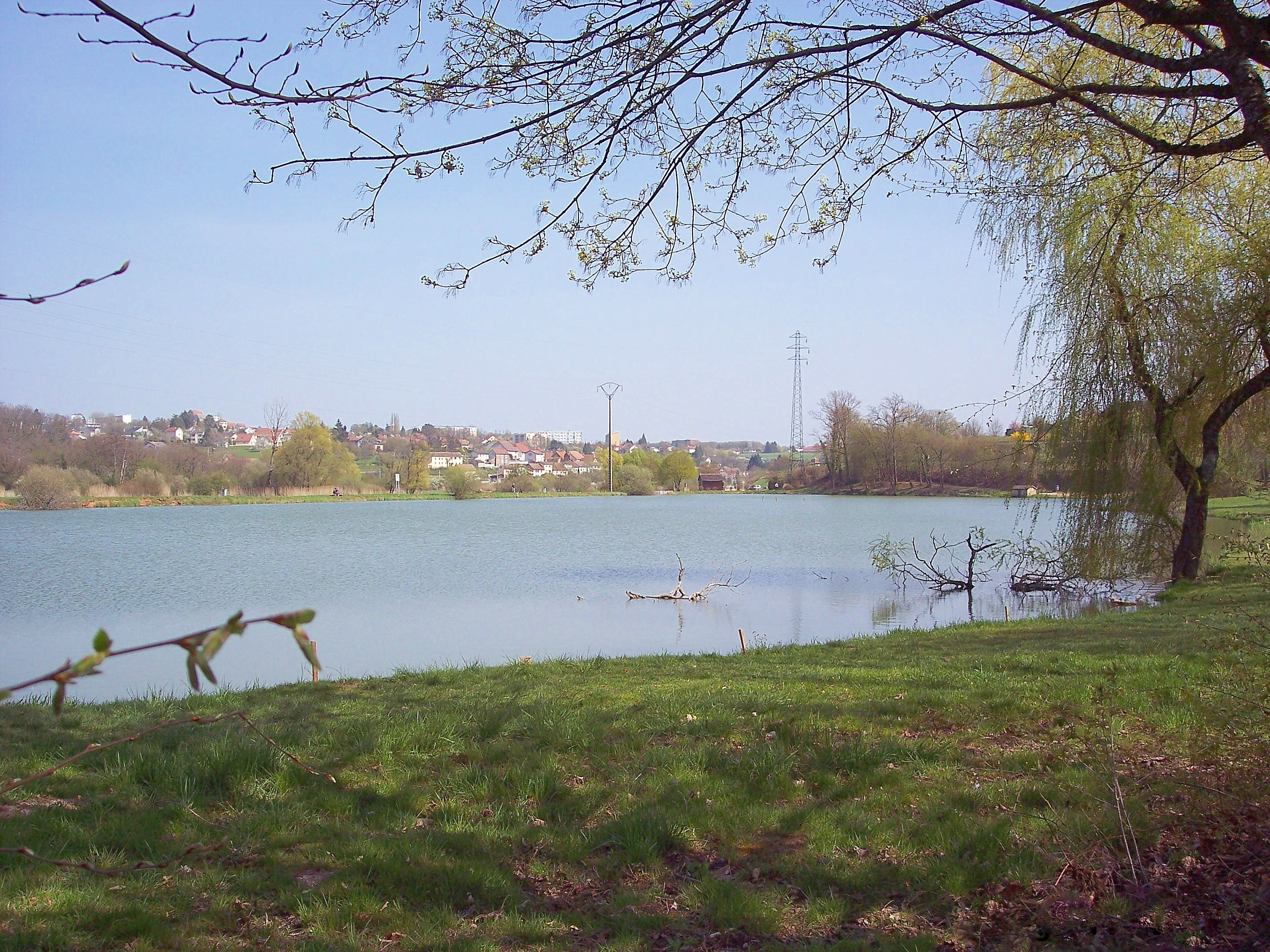
L'étang du Ruderop.
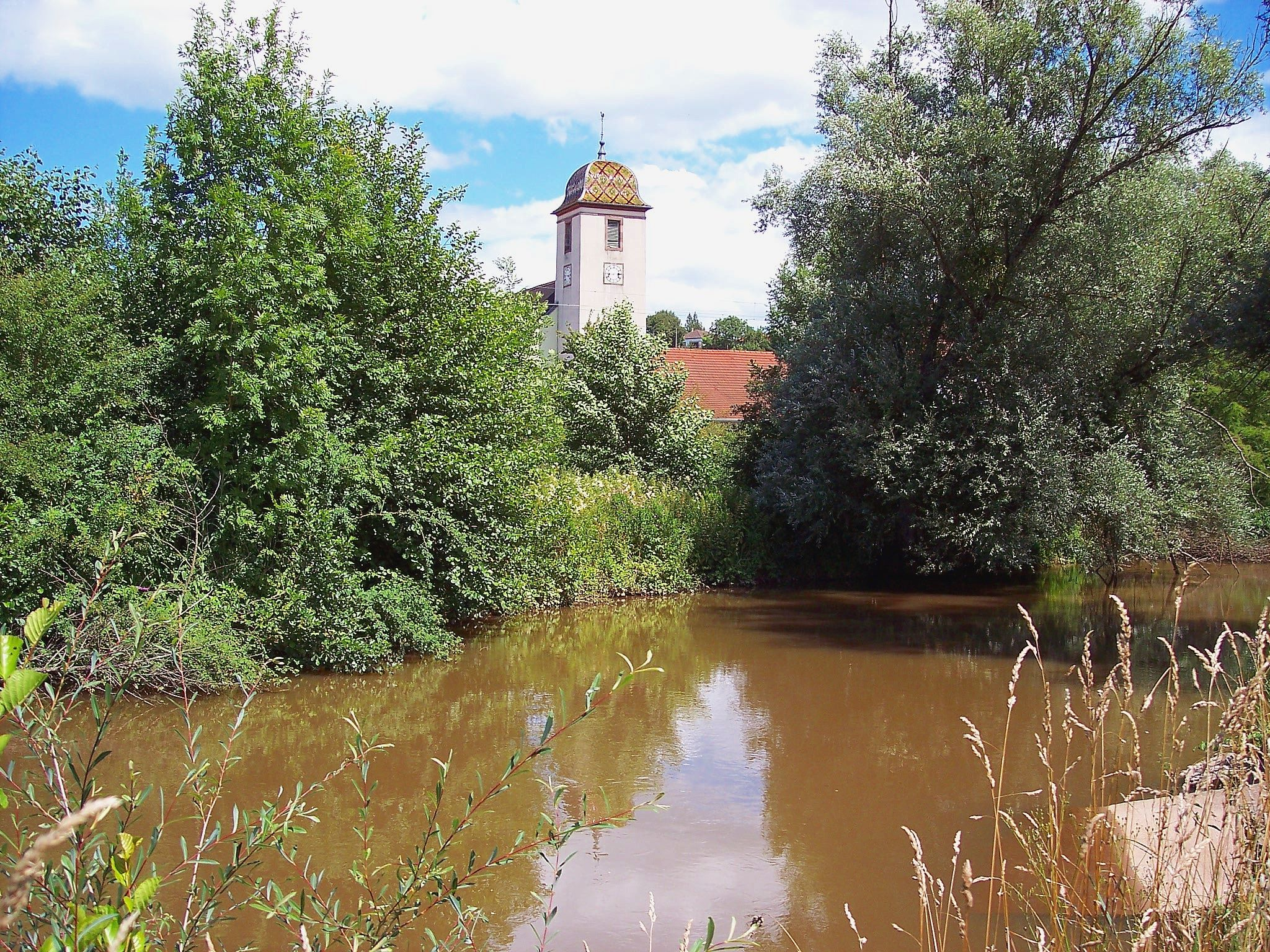
La Lizaine et le clocher du temple.

### Géologie
Bethoncourt s'appuie sur le versant septentrional du massif du Jura. Le territoire repose sur le Jurassique supérieur. Du minerai de fer est extrait sur la commune, ce gisement fait partie d'une zone particulièrement exploitée, de Belfort à Montbéliard.

### Climat
Pour des articles plus généraux, voir Climat de la Bourgogne-Franche-Comté et Climat du Doubs.
En 2010, le climat de la commune est de type climat de montagne, selon une étude du Centre national de la recherche scientifique s'appuyant sur une série de données couvrant la période 1971-2000. En 2020, Météo-France publie une typologie des climats de la France métropolitaine dans laquelle la commune est exposée à un climat semi-continental et est dans la région climatique  Vosges, caractérisée par une pluviométrie très élevée (1 500 à 2 000 mm/an) en toutes saisons et un hiver rude (moins de 1 °C). 
Pour la période 1971-2000, la température annuelle moyenne est de 9,7 °C, avec une amplitude thermique annuelle de 17,3 °C. Le cumul annuel moyen de précipitations est de 1 269 mm, avec 12,9 jours de précipitations en janvier et 10,6 jours en juillet. Pour la période 1991-2020, la température moyenne annuelle observée sur la station météorologique de Météo-France la plus proche, « Dorans », sur la commune de Dorans à 6 km à vol d'oiseau, est de 10,9 °C et le cumul annuel moyen de précipitations est de 974,0 mm. 
La température maximale relevée sur cette station est de 38,1 °C, atteinte le 24 juillet 2019 ; la température minimale est de −16 °C, atteinte le 20 décembre 2009,,. 
| Mois                                  | jan.          | fév.           | mars          | avril         | mai           | juin         | jui.          | août          | sep.          | oct.          | nov.          | déc.          | année     |
| ------------------------------------- | ------------- | -------------- | ------------- | ------------- | ------------- | ------------ | ------------- | ------------- | ------------- | ------------- | ------------- | ------------- | --------- |
| Température minimale moyenne (°C)     | −0,2          | −0,3           | 2,3           | 5,5           | 8,7           | 12,6         | 14,4          | 14,1          | 10,7          | 7,1           | 3,6           | 0,6           | 6,6       |
| Température moyenne (°C)              | 2,2           | 2,9            | 6,8           | 10,8          | 13,8          | 18           | 20,1          | 19,7          | 15,9          | 11,1          | 6,6           | 3,3           | 10,9      |
| Température maximale moyenne (°C)     | 4,6           | 6,2            | 11,3          | 16,1          | 19            | 23,4         | 25,8          | 25,4          | 21,2          | 15,2          | 9,6           | 6,1           | 15,3      |
| Record de froid (°C) date du record   | −11 07.01.17  | −13,8 05.02.12 | −7,5 01.03.18 | −3,7 06.04.21 | −1,3 06.05.19 | 5,2 21.06.10 | 7,2 03.07.11  | 6,4 30.08.09  | 2,8 20.09.12  | −3,7 29.10.12 | −8,7 30.11.10 | −16 20.12.09  | −16 2009  |
| Record de chaleur (°C) date du record | 18,4 01.01.23 | 21,4 24.02.21  | 25,2 31.03.21 | 27,7 21.04.18 | 32 25.05.09   | 35 19.06.22  | 38,1 24.07.19 | 37,8 07.08.15 | 33,4 11.09.23 | 29,5 02.10.23 | 23,1 07.11.15 | 16,8 24.12.13 | 38,1 2019 |
| Précipitations (mm)                   | 94,5          | 71             | 66,1          | 66,3          | 97,8          | 82,5         | 70,3          | 87,1          | 60,1          | 79,4          | 84,1          | 114,8         | 974       |

| Diagramme climatique                                  |           |             |             |           |              |              |              |              |             |            |             |
| J                                                     | F         | M           | A           | M         | J            | J            | A            | S            | O           | N          | D           |
| 4,6−0,294,5                                           | 6,2−0,371 | 11,32,366,1 | 16,15,566,3 | 198,797,8 | 23,412,682,5 | 25,814,470,3 | 25,414,187,1 | 21,210,760,1 | 15,27,179,4 | 9,63,684,1 | 6,10,6114,8 |
| Moyennes : • Temp. maxi et mini °C • Précipitation mm |           |             |             |           |              |              |              |              |             |            |             |

Les paramètres climatiques de la commune ont été estimés pour le milieu du siècle (2041-2070) selon différents scénarios d'émission de gaz à effet de serre à partir des nouvelles projections climatiques de référence DRIAS-2020. Ils sont consultables sur un site dédié publié par Météo-France en novembre 2022.

## Urbanisme

### Morphologie urbaine
La vallée de la Lizaine et  la ligne de chemin de fer Belfort-Besançon séparent désormais l'ancien village du nouveau cadre urbain, avec le Petit-Bethoncourt sur la rive droite, et le Grand Bethoncourt sur la rive gauche.
Trois quartiers marquent les stades d'évolution de la localité : les cités nouvelles, Champvallon, situé sur les hauteurs du « Grand Bethoncourt » et qui accueille, dans les années 1960, les nombreux ouvriers employés par Peugeot. Sur les hauts du Petit-Bethoncourt se trouve un lotissement récent. La proximité des usines Peugeot, et la politique de regroupement de la main d’œuvre qui est menée par cette firme sont à l'origine du développement de la commune :
- Le « Grand Bethoncourt » ou « village » est le premier quartier qui apparaît sur des documents dès 815, sur la rive gauche de la Lizaine.
- Le « Petit Bethoncourt », sur la rive droite de la Lizaine, sur la route RD438 qui mène à Montbéliard.
- « Les Cités du Parc » au village et « Les Cités Nouvelles » route d'Héricourt ; se développent après le démarrage de la filature à qui elles appartiennent, puis seront vendues aux locataires à partir de la fermeture de l’usine.
- « Champvallon », sur les hauteurs de Bethoncourt Est, voit le jour dès 1957 par la construction de logements sociaux par des maçons venus du petit village italien de Rigolato (Udine). En 1968, ce quartier compte 1 660 logements locatifs, soit 70 % de la population. En 1985, le retour au pays d’une partie de la population d’origine émigrée entraîne, dès 1989, la démolition d’une partie des grands immeubles et la réhabilitation des autres (31 mai 1998 : démolition de la Tour-40). Classé quartier prioritaire, il compte 2 575 habitants en 2018[12].

### Typologie
Au 1er janvier 2024, Bethoncourt est catégorisée grand centre urbain, selon la nouvelle grille communale de densité à 7 niveaux définie par l'Insee en 2022.
Elle appartient à l'unité urbaine de Montbéliard, une agglomération inter-départementale dont elle est une commune de la banlieue,. Par ailleurs la commune fait partie de l'aire d'attraction de Montbéliard, dont elle est une commune du pôle principal,. Cette aire, qui regroupe 137 communes, est catégorisée dans les aires de 50 000 à moins de 200 000 habitants,.

### Occupation des sols
L'occupation des sols de la commune, telle qu'elle ressort de la base de données européenne d’occupation biophysique des sols Corine Land Cover (CLC), est marquée par l'importance des forêts et milieux semi-naturels (35,1 % en 2018), une proportion identique à celle de 1990 (35,1 %). La répartition détaillée en 2018 est la suivante : 
forêts (35,1 %), zones urbanisées (33,8 %), terres arables (17,5 %), prairies (9,1 %), zones agricoles hétérogènes (4,5 %). L'évolution de l’occupation des sols de la commune et de ses infrastructures peut être observée sur les différentes représentations cartographiques du territoire : la carte de Cassini (XVIIIe siècle), la carte d'état-major (1820-1866) et les cartes ou photos aériennes de l'IGN pour la période actuelle (1950 à aujourd'hui).

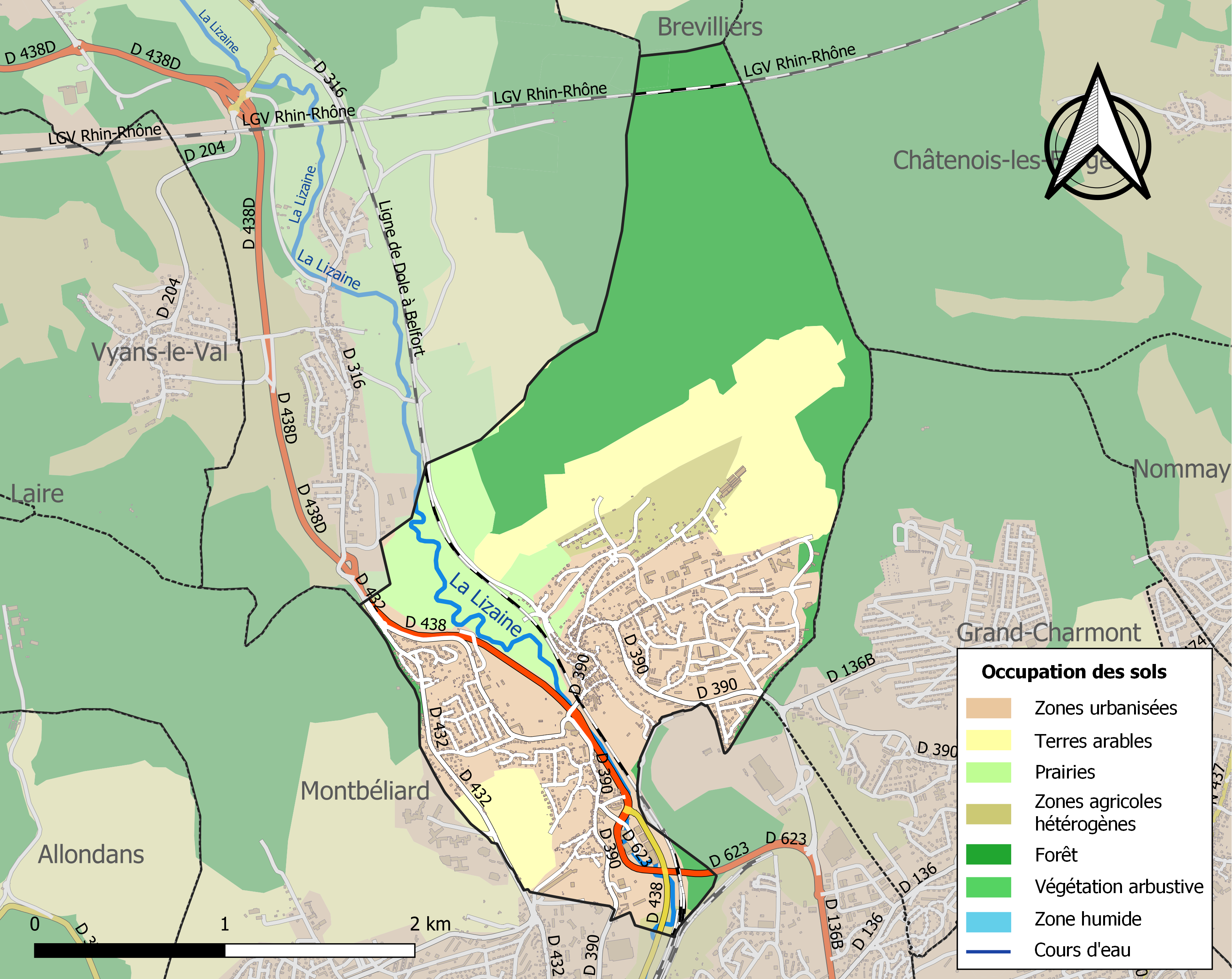
Carte des infrastructures et de l'occupation des sols de la commune en 2018 (CLC).

## Toponymie
- VIe siècle = Bethonis Curtis
- Xe siècle = Bethonis Curte
- 1181 = Betoncourt
- 1196 = Boethoncourt
- 1274 = Betoncort
- 1295 = Betoncourt
- 1616 = Klein et Grosse Bethoncourt
- 1717= Bethoncourt[réf. nécessaire]

## Histoire

### Moyen Âge
Le village est mentionné pour la première fois au Xe siècle comme une dépendance du duché d'Alsace et du pagus d'Anjoie. Dépendance du duché d'Alsace au Xe siècle, Bethoncourt est vendu au comte de Montbéliard en 1274.
Les fiefs appartenant à la famille de Bethoncourt disparaissent avant 1431, et à cette date, les habitants sont affranchis de la mainmorte pour la comtesse Henriette de Montbéliard.

### Temps modernes
Le territoire subit les guerres de Bourgogne en 1474, les guerres de Religion en 1587 et 1588, pendant lesquelles le village est mis à feu et à sang par les troupes de la maison de Guise de Lorraine. Les déstres se poursuivent pendant la guerre de Trente Ans, pendant laquelle la ville est pillée et incendiée par l’armée impériale de Montecuculli.
La Réforme est introduite en 1541, et la paroisse catholique relève de Saint Suzanne jusqu'en 1662, puis est  rattachée à Vyans.
Dès le XVIe siècle, les habitants découvrent l'utilité du minerai de fer et portent dès lors le nom de golutch's, des sabots portés pour le travail dans les mines.
En 1635, le duc Charles de Lorraine puis l’armée française pillent le village
Des pisolites de fer[C'est-à-dire ?] sont découvertes au XVe siècle dans la forêt de Salignonsal, sur le domaine comtal. L'exploitation du minerai, qui est développée à la fin du XVIe siècle, apporte aux paysans des ressources complémentaires.
En 1730, l'église du village est constituée en paroisse. En 1747, la  « pomme de terre » est mentionnée pour la première fois dans le registre du consistoire.

### Époque contemporaine

#### Révolution, guerres et famines

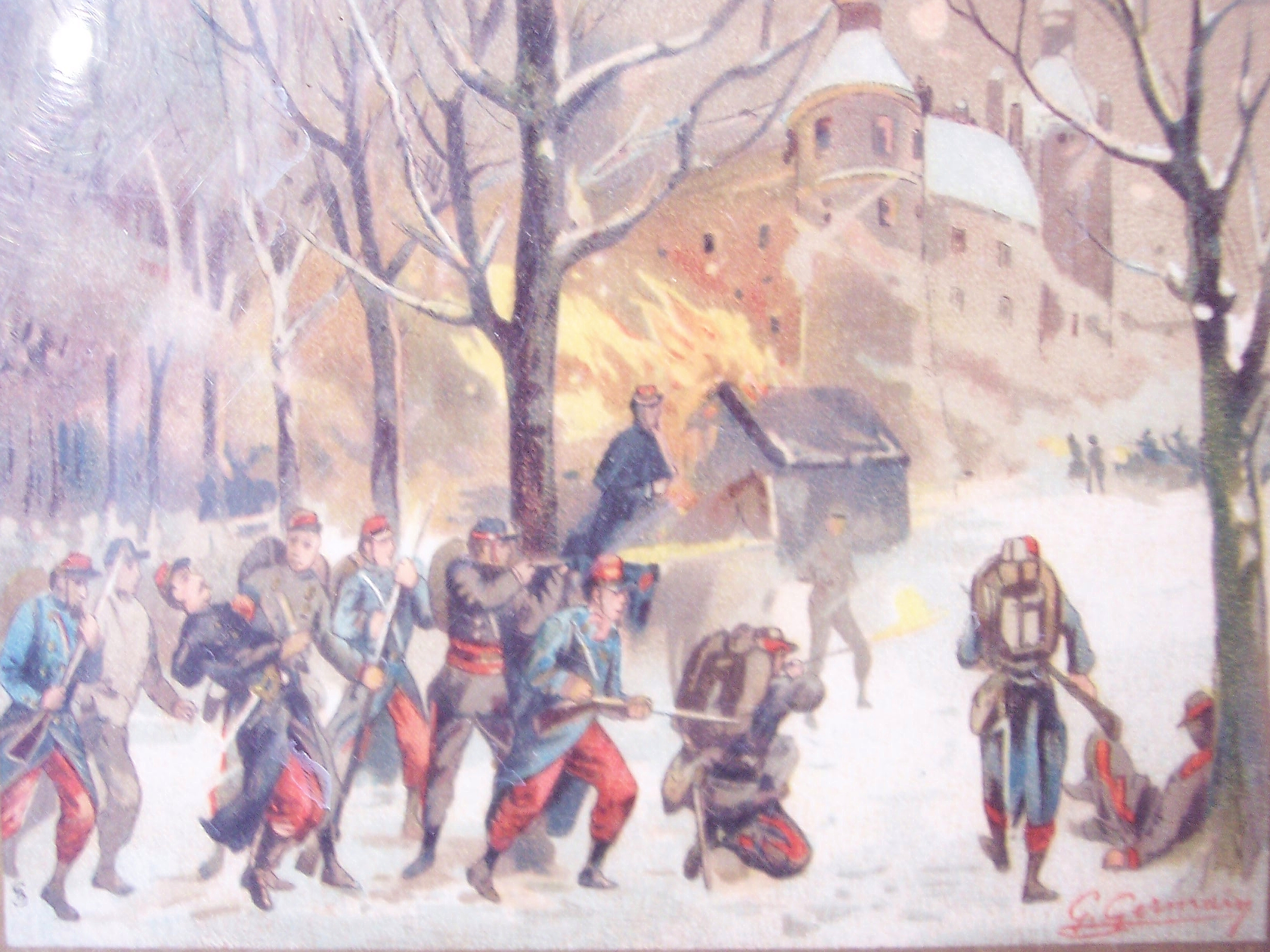
tableau représentant la bataille de la Lizaine.

Bethoncourt est rattachée à la France en 1793, avec l'ensemble du comté de Montbéliard.
Au début du XIXe siècle, en 1813/1814/1815, le village est dévasté par des inondations, des famines et des guerres. En 1816, la famine marque le triomphe de la pomme de terre, qui constitue alors plus de la moitié de la nourriture des ménages.
La Guerre franco-allemande de 1870 est marquée par la  bataille de la Lizaine avec l’Armée de l'Est du général Bourbaki qui tente de couper les lignes allemandes et délivrer Belfort.

#### Les mines de fer

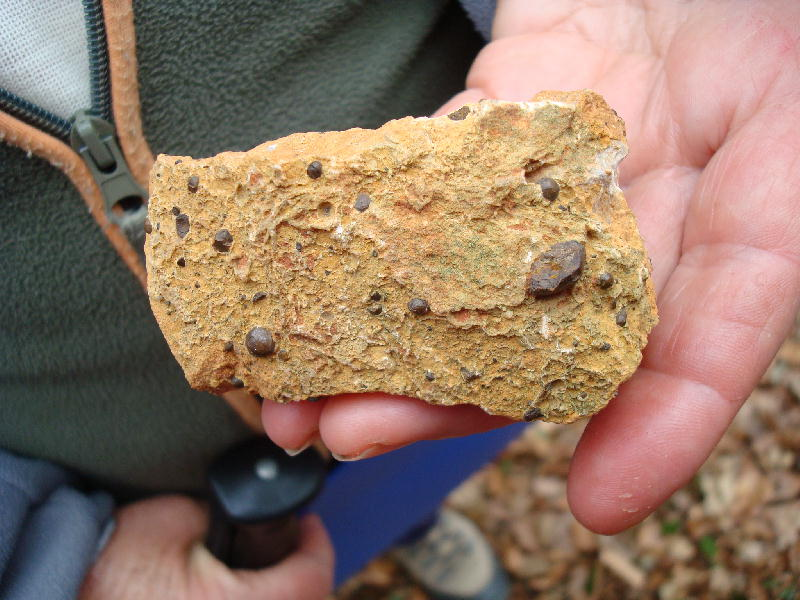
Minerai avec sa gangue de terre.

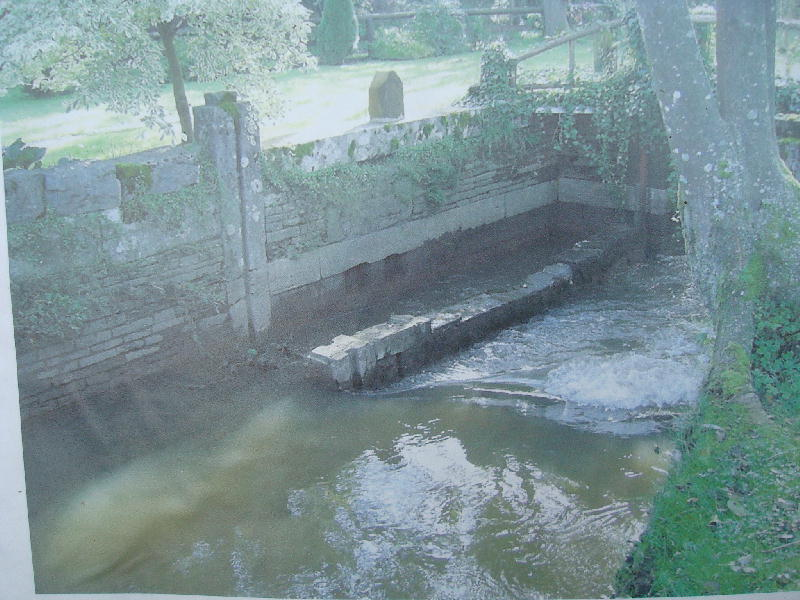
Lavoir à minerai en 2008.

Bethoncourt possédait les meilleures mines de fer de la région et alimentait toutes les fonderies du secteur[Quand ?] (Chagey, Audincourt, etc).
Son exploitation se faisait par des puits qui avaient entre 1 et 3 mètres de diamètre et jusqu’à 40 mètres de profondeur. Des galeries horizontales, mal étayées et sources d’accidents mortels, permettaient de retirer le meilleur minerai de fer de la région.
Ce minerai était amené dans un lavoir (encore existant), sorte d’écluse sur la Lizaine entre Bethoncourt et Bussurel. Là le minerai était lavé de la terre qui retenait les petits nodules de fer, avant de partir pour les fonderies, après séchage.
Les ouvriers, principalement des paysans venaient faire un travail difficile, dangereux mais bien payé. Les galoches qu’ils portaient aux pieds est à l’origine du nom Golutch's, qui est le nom donné aux habitants de Bethoncourt.
- En 1883, une statistique montre que la mine de Bethoncourt est une des meilleures du département, avec un rendement de 45 % d’une fonte de très bonne qualité et quelque 50 ouvriers travaillaient à l’extraction.
- En 1884, l’exploitation atteignit son rendement maximum avec 43 000 quintaux métriques.
- En 1850, l’exploitation se fait sur encore 300 hectares.
- Mais, à partir du milieu du XVIIIe siècle, la concurrence étrangère et en particulier celle de l’Écosse, avec un minerai de moins bonne qualité mais d’un prix de revient trois fois inférieur, amena la décadence des forges.
- En 1886, la fermeture des hauts fourneaux de Chagey et Audincourt mit fin à l’exploitation minière de Bethoncourt et du pays de Montbéliard.

#### Autres aspects économiques
En 1859 - Bethoncourt compte : 65 cultivateurs, 35 journaliers, 5 vignerons, 2 tisserands, 6 maçons, 4 charpentiers, 31 horlogers. On trouve les métiers suivants : tonnelier, cantonnier, cordonnier, maréchal-ferrant, tailleur d’habits, aubergiste, cabaretier, tanneur, etc.
Des petits ateliers sont installés au cours du XIXe siècle, remplacés par des fabriques, et les mines de fer sont abandonnées. Une horlogerie est implantée en 1883, puis une filature, dépendante des usines Schwob d'Héricourt.
En 1883, La fabrication horlogère, située à proximité du temple emploie 135 ouvriers jusqu’en 1910. Les Etablissements Schwob d'Héricourt installent en 1908 la filature de coton de la Lizaine.

### XXesiècle
L'électricité est installée dans le village en 1914, année du début de la Première Guerre mondiale.
Dans l'entre-deux-guerres, 600 personnes travaillent à la filature en 1934.
Après Guerre, le quartier de Champvallon est construit à partir de 1958.
A la fin des Trente Glorieuses, la filature ferme en 1973 et est rachetée par le groupe Peugeot. Les années 1983/1987 sont marquées par le départ massif de la population d’origine immigrée. En 1989 débute la démolition des immeubles à Champvallon, et 1991 est marquée par la réhabilitation et des  constructions nouvelles.
Construction de l’Arche[C'est-à-dire ?] est construite en 1992/1993.

### XXIesiècle
Les années 2010 sont marquées par la rénovation totale de la place Cuvier (2012 – 2013), le début en 2013 de l'isolation et ravalement des immeubles et la création d'un parc.

## Politique et administration

### Tendances politiques et résultats
Au premier tour des élections municipales de 2020 dans le Doubs, la liste DVD menée par le maire sortant Jean André remporte la majorité absolue des suffrages exprimés, avec 546 voix (51,36 %, 22 conseillers municipaux élus dont 2 communautaire, devançant de 29 voix celle  DVG menée par Philippe Mauro   (517 voix, 48,63 %, 7 conseillers municipaux élus dont 1 communautaire), lors d'un scrutin marqué par la pandémie de Covid-19 en France où 65,32 % des électeurs se sont abstenus.

### Liste des maires
| Période                                  | Période                       | Identité                         | Étiquette    | Qualité |
| ---------------------------------------- | ----------------------------- | -------------------------------- | ------------ | --- |
| Les données manquantes sont à compléter. |                               |                                  |              | |
| 1838                                     | 1843                          | Jean-Pierre Colin                |              | |
| 1843                                     | 1848                          | Pierre-Georges Colin             |              | |
| 1849                                     | 1874                          | Georges-Frédéric Colin           |              | |
| 1874                                     | 1875                          | Pierre-Georges Colin             |              | |
| 1875                                     | 1885                          | Georges-Frédéric Bouillon        |              | |
| 1885                                     | 1888                          | Charles-Frédéric Bainier         |              | |
| 1888                                     | 1904                          | Pierre-Frédéric Chenus           |              | |
| 1904                                     | 1909                          | Émile Chenus                     |              | |
| 1909                                     | 1919                          | Léon Bainier                     |              | |
| 1919                                     | mai 1925                      | Louis Colin                      |              | |
| mai 1925                                 | mars 1971                     | Léon Contejean,                  | SFIO         | Entrepreneur de menuiserie, coopérateur                                                                                              |
| mars 1971                                | 1981                          | Georges Winterhalter (1923-2019) | PCF          | Principal de collège Vice-président du District urbain de Montbéliard Démissionnaire pour cause de mutation professionnelle          |
| 1981                                     | juin 1995                     | Jean-Pierre Lehec                | PCF          | Ouvrier à Peugeot-Sochaux |
| juin 1995                                | mars 2008                     | Jean Sacco                       | RPR puis UMP | Adjoint administratif Vice-président de la CA du Pays de Montbéliard                                                                 |
| mars 2008                                | mars 2014                     | Thierry Bodin                    | PS puis DVG  | Professeur de collège |
| mars 2014                                | En cours (au 26 octobre 2020) | Jean André                       | DVD          | Retraité, ancien adjoint au maire Vice-président de la CA Pays de Montbéliard Agglomération (2020 → ) Réélu pour le mandat 2020-2026 |

### Jumelage
Bethoncourt est jumelée avec le village de Silmiougou, 1188 habitants, au Burkina Faso (département de Boudry, province de Ganzourgou)[réf. nécessaire].

## Population et société

### Démographie
L'évolution du nombre d'habitants est connue à travers les recensements de la population effectués dans la commune depuis 1793. Pour les communes de moins de 10 000 habitants, une enquête de recensement portant sur toute la population est réalisée tous les cinq ans, les populations de référence des années intermédiaires étant quant à elles estimées par interpolation ou extrapolation. Pour la commune, le premier recensement exhaustif entrant dans le cadre du nouveau dispositif a été réalisé en 2005.

En 2022, la commune comptait 5 288 habitants, en évolution de −7,26 % par rapport à 2016 (Doubs : +1,88 %, France hors Mayotte : +2,11 %).
| 1793 | 1800 | 1806 | 1821 | 1831 | 1836 | 1841 | 1846 | 1851 |
| ---- | ---- | ---- | ---- | ---- | ---- | ---- | ---- | ---- |
| 396  | 426  | 475  | 510  | 580  | 642  | 694  | 720  | 713  |

| 1856 | 1861 | 1866 | 1872 | 1876 | 1881 | 1886 | 1891 | 1896 |
| ---- | ---- | ---- | ---- | ---- | ---- | ---- | ---- | ---- |
| 703  | 762  | 762  | 808  | 921  | 947  | 909  | 911  | 891  |

| 1901 | 1906 | 1911 | 1921  | 1926  | 1931  | 1936  | 1946  | 1954  |
| ---- | ---- | ---- | ----- | ----- | ----- | ----- | ----- | ----- |
| 874  | 856  | 898  | 1 026 | 1 609 | 1 844 | 1 754 | 1 598 | 1 928 |

| 1962  | 1968   | 1975   | 1982  | 1990  | 1999  | 2005  | 2006  | 2010  |
| ----- | ------ | ------ | ----- | ----- | ----- | ----- | ----- | ----- |
| 6 442 | 10 996 | 10 592 | 9 751 | 7 448 | 6 848 | 6 324 | 6 271 | 5 971 |

| 2015  | 2020  | 2022  | - | - | - | - | - | - |
| ----- | ----- | ----- | - | - | - | - | - | - |
| 5 652 | 5 336 | 5 288 | - | - | - | - | - | - |

### Enseignement
- Écoles maternelles : école maternelle Louise Michel, école maternelle Louis Pergaud, école maternelle Nelson Mandela, école maternelle La Fontaine.
- Écoles primaires : école primaire Nelson Mandela, école primaire Jules Ferry.
- Collège : collège Anatole France.
- Lycée : lycée professionnel Albert Camus.

### Santé
L'hôpital le plus proche est l'hôpital Nord Franche-Comté situé à Trévenans, dans le Territoire de Belfort (département voisin), entre Belfort et Montbéliard,.

### Autres équipements
En  2017 ouvre une épicerie sociale dans le quartier de Champvallon gérée par le CCAS de Bethoncourt[réf. nécessaire].

### Manifestations culturelles et festivités
- L'Arche de Bethoncourt accueille de nombreuses manifestations culturelles tout au long de l’année avec une dominante pour le spectacle vivant (musique, danse) à destination du jeune public.
- Le marché aux fleurs est composé de démonstrations, de dégustations, d’expositions, de conférences et réunit habitants et associations dans le quartier de Champvallon au mois de mai.
- Le carnaval marque l’arrivée des beaux jours et se déroule au printemps. Pendant toute une journée et parfois jusqu’à la nuit, la musique et les spectacles envahissent les rues de Bethoncourt.

## Culture locale et patrimoine

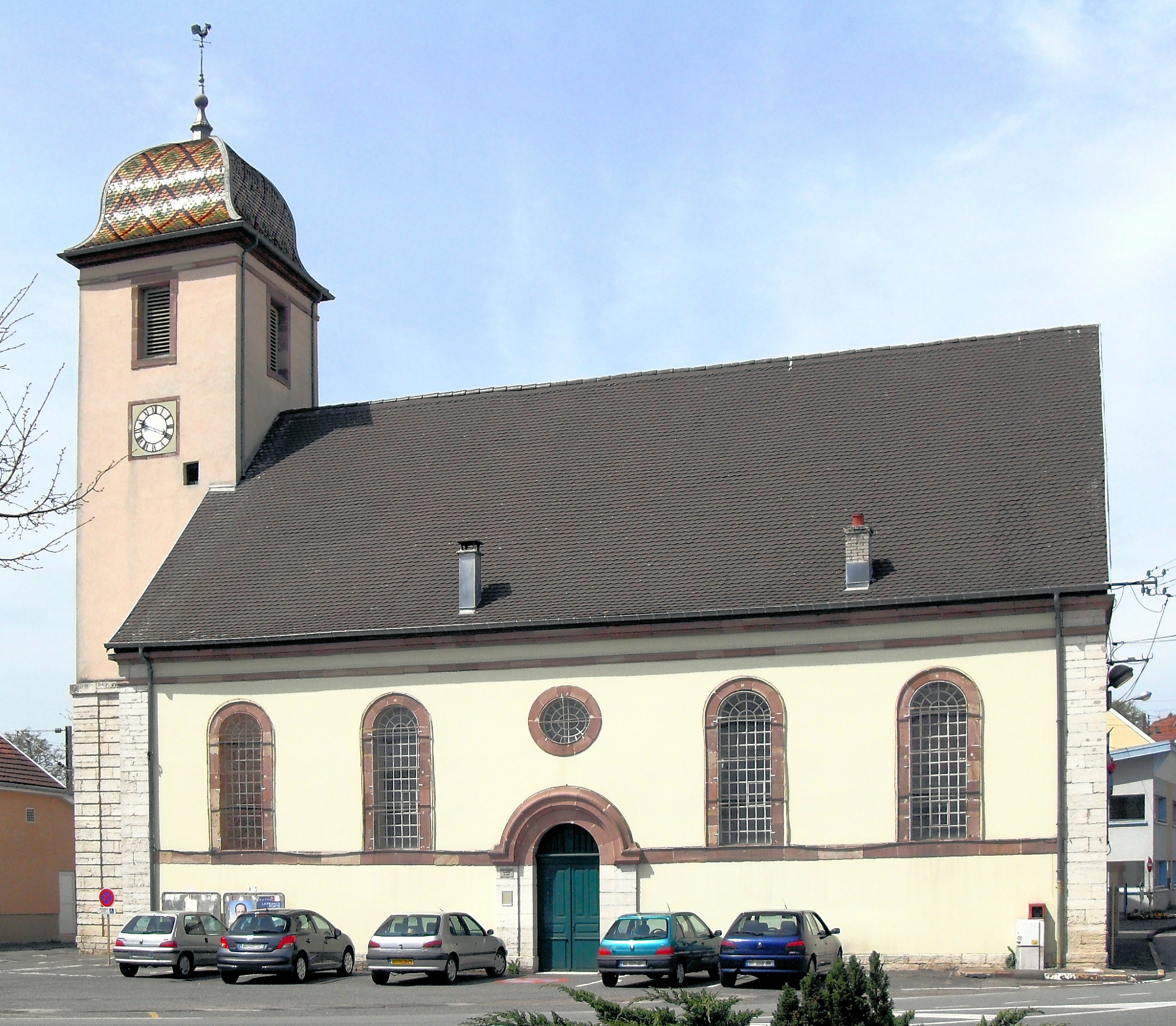
Le temple luthérien.

### Lieux et monuments religieux
- Le Temple luthérien de Bethoncourt, situé place de la République, est édifié vers 1775 sur la même base rectangulaire que le temple Saint-Martin de Montbéliard. Son clocher recouvert d’un dôme, dit clocher comtois, est typiquement comtois.
- La chapelle Sainte-Thérèse voit le jour en 1953 et est composée de pierres de taille. Elle est couronnée d’un toit à deux pans.
- Une mosquée, inaugurée en 1994.

### Lieux et monuments civils
- Le « château », (appelé ainsi, mais qui n’est en réalité qu’une grosse maison de maître construite au XVIIIe siècle), est situé sur les hauteurs de la commune. Il est un témoignage des matériaux utilisés pour les constructions dans le pays de Montbéliard : moellon et grès des Vosges autour des fenêtres. Cette vieille bâtisse a été réhabilitée et aménagée en logements.
- La « maison du Prince », une très vieille demeure médiévale en ruines, appartenant aujourd'hui au terrain d'une maison.
- Les vestiges miniers de l'exploitation du fer, mis en valeur.

Vestiges des mines de fer.
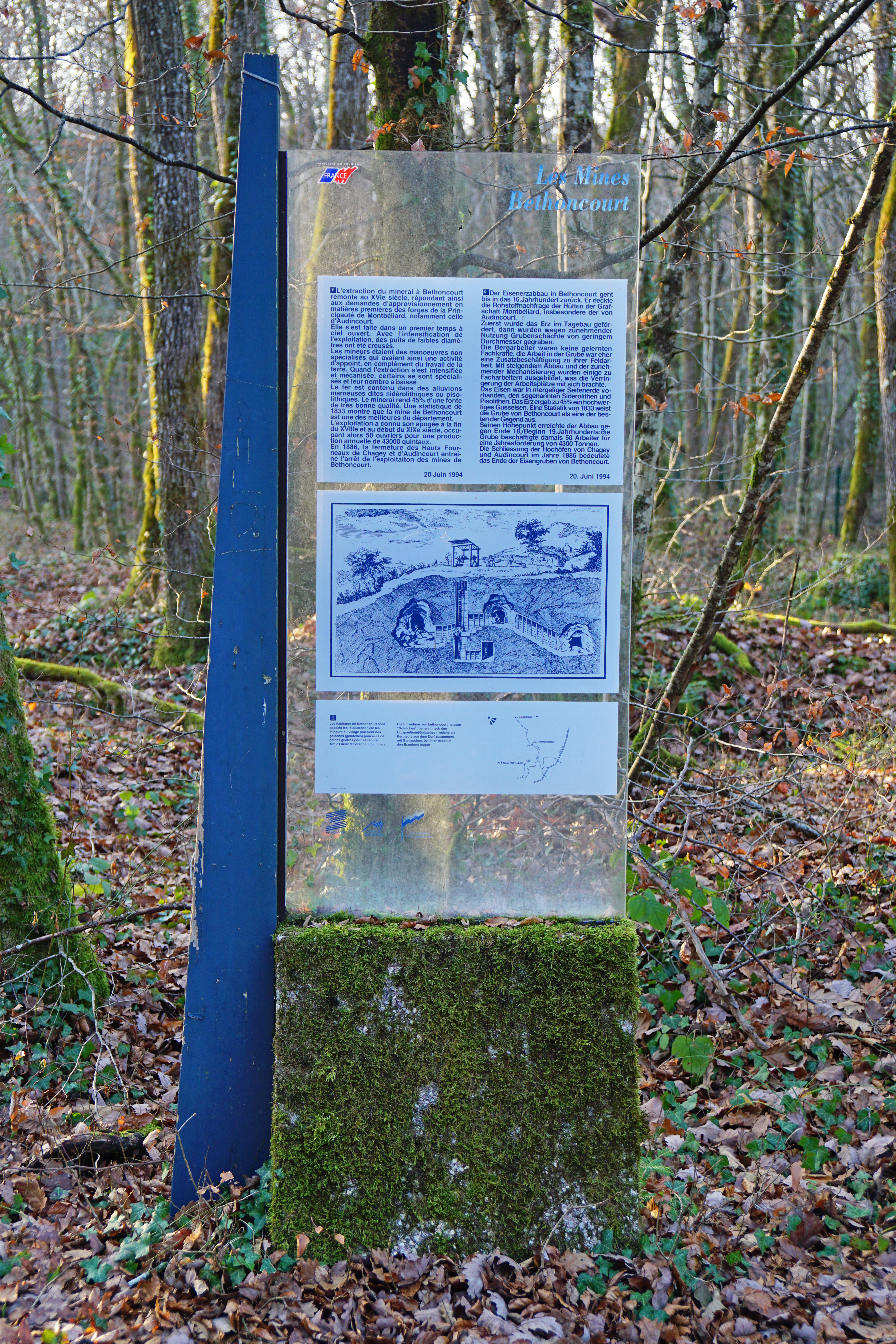
Panneau explicatif.
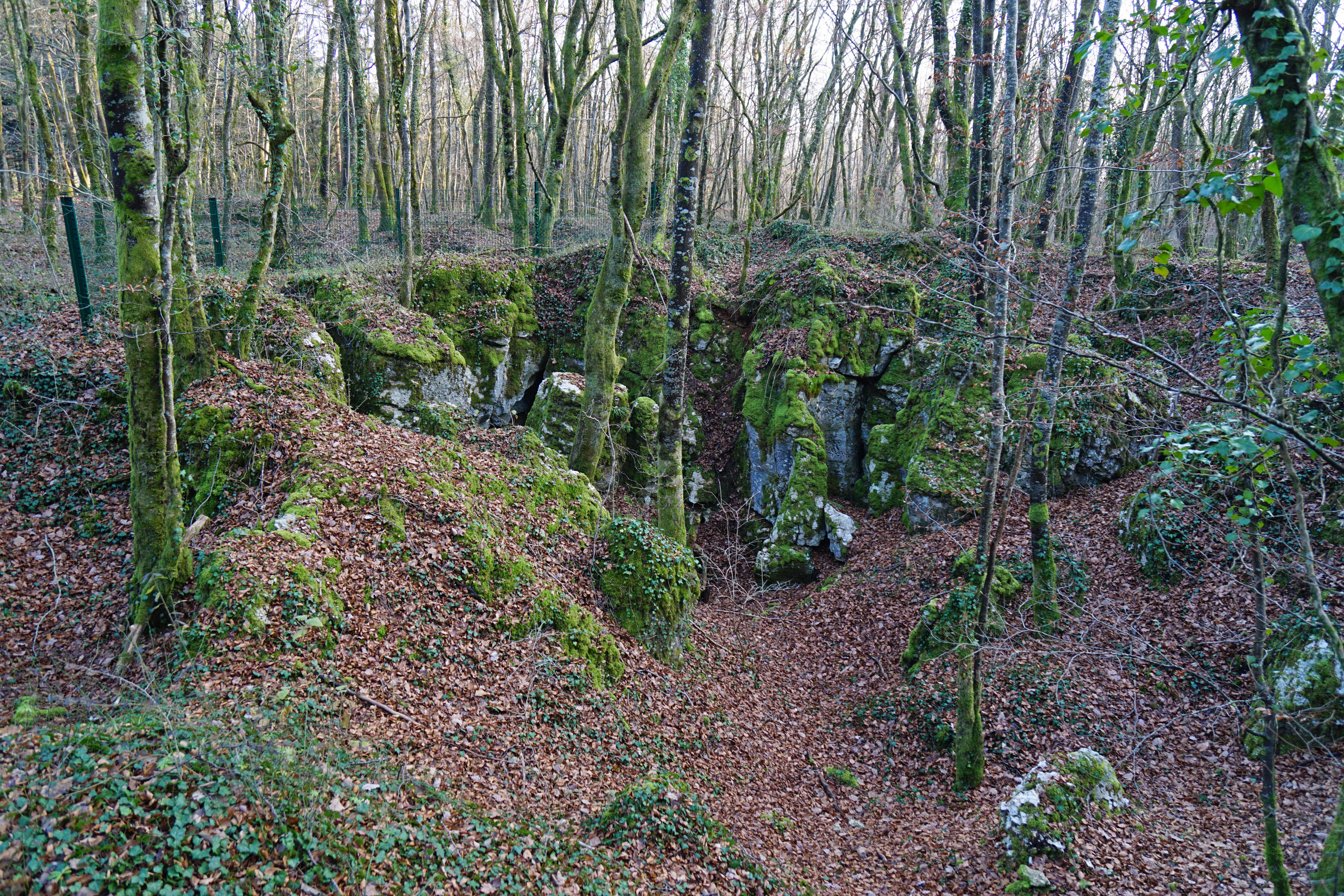
Zone d'excavation.
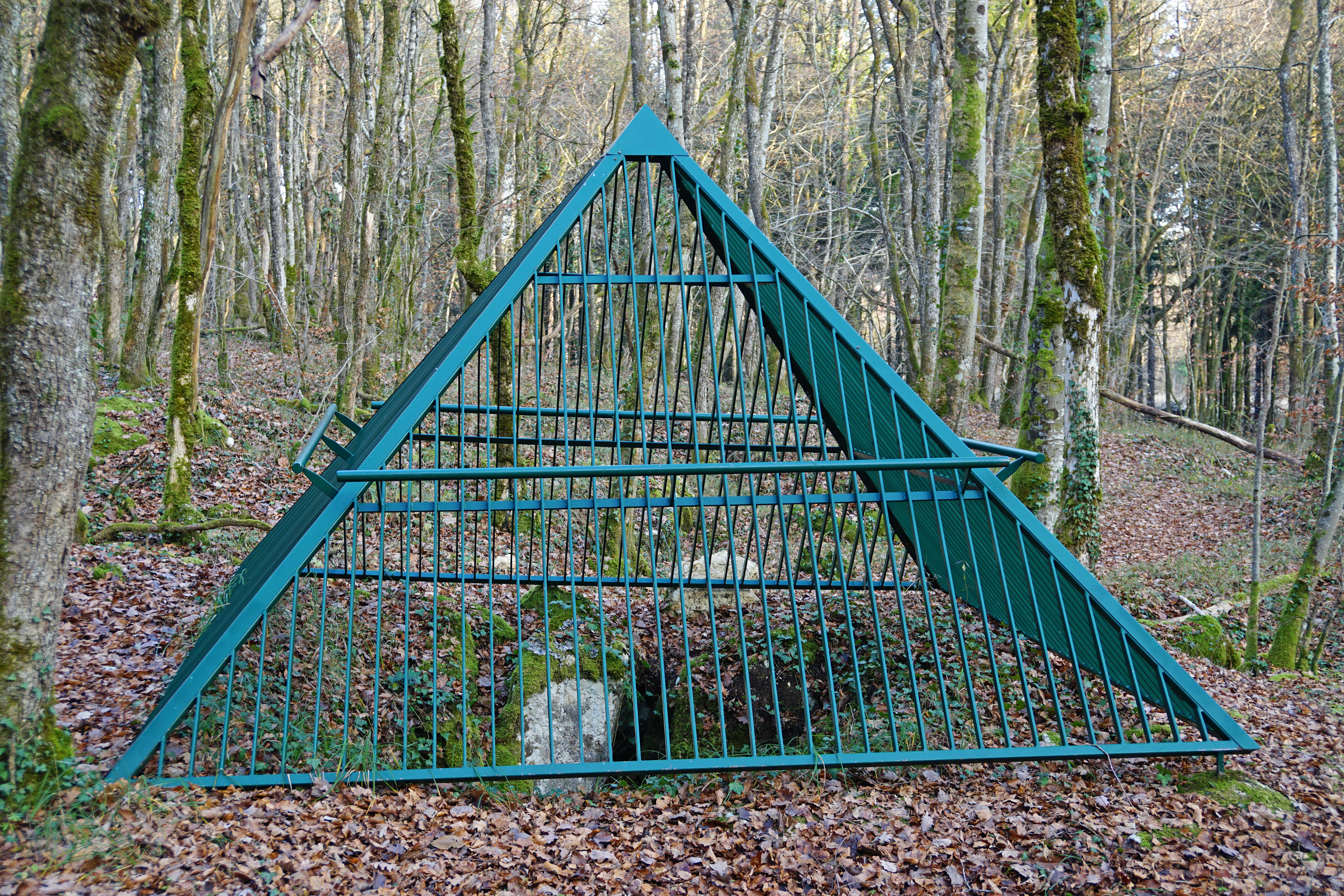
Puits mis en sécurité.
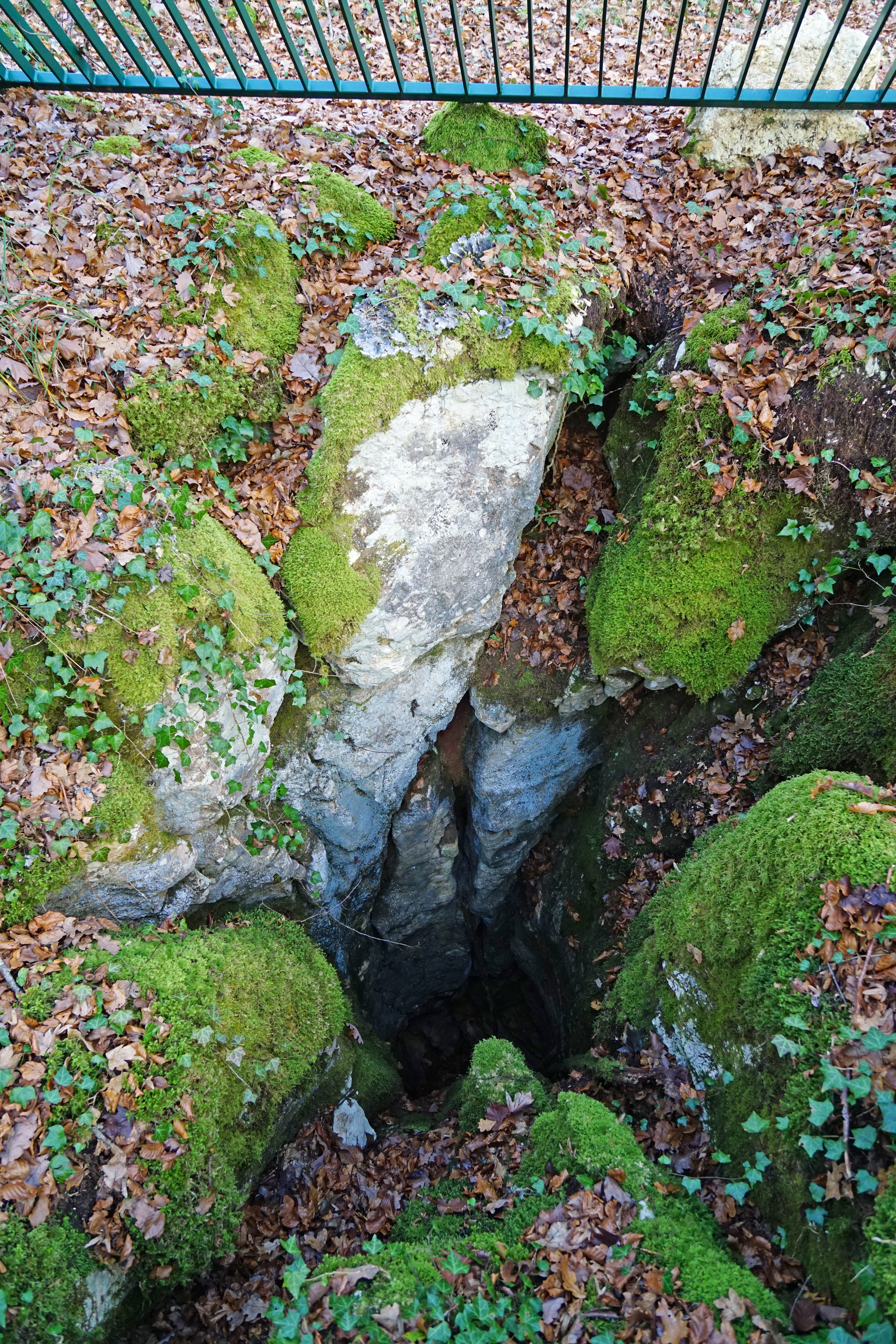
Vue plongeante.

- Fontaines

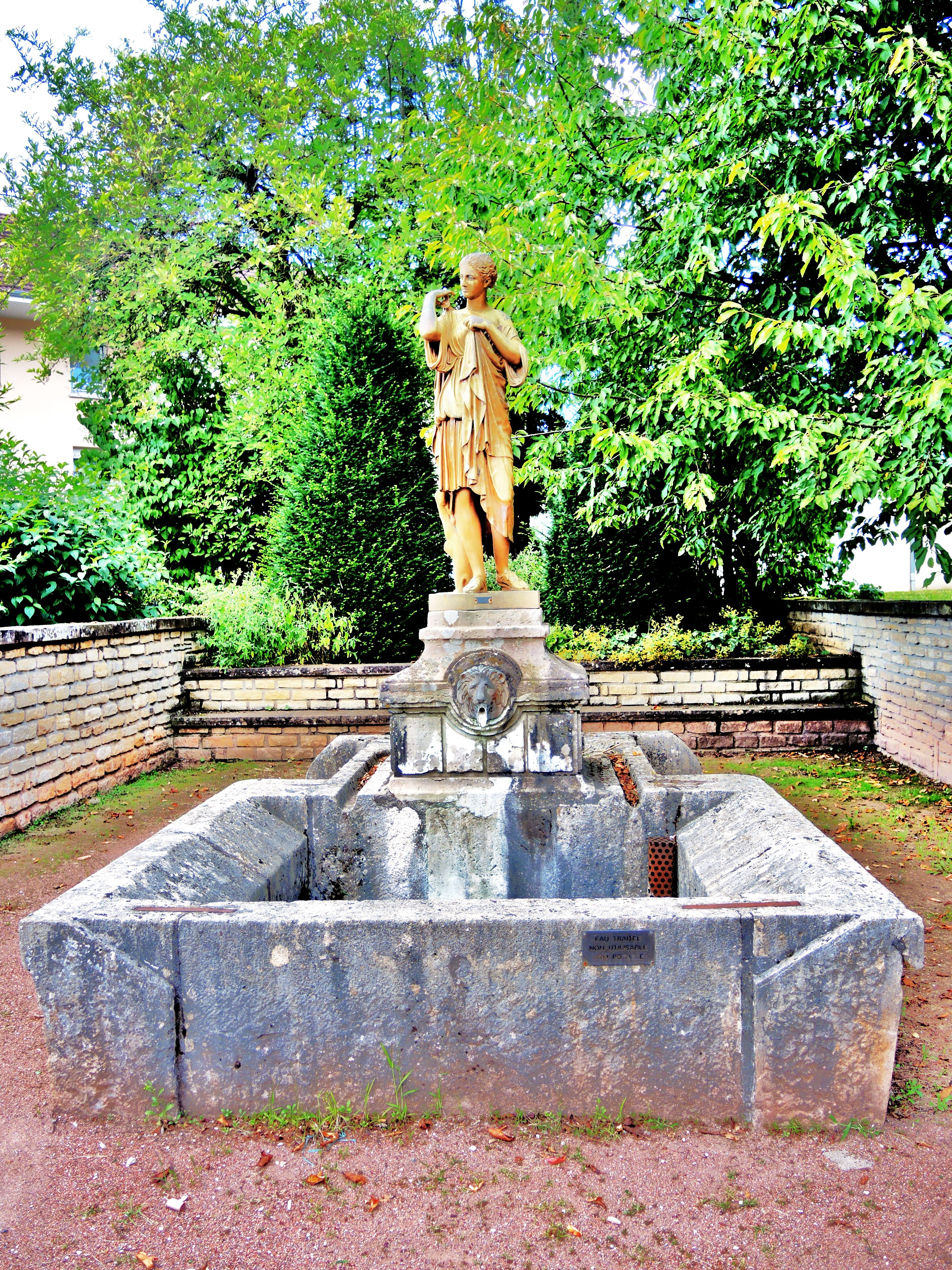
Ancienne fontaine ornée.
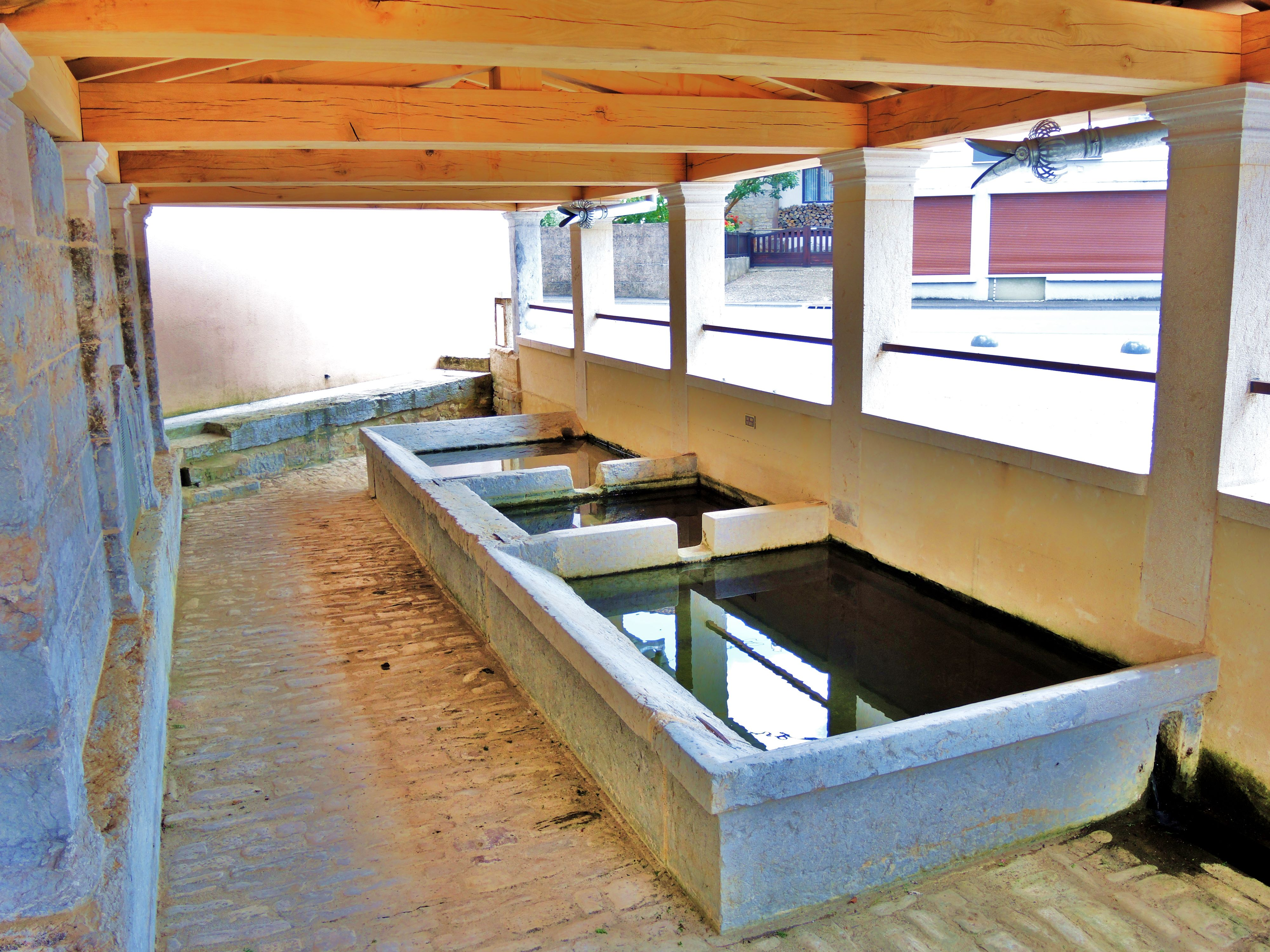
Lavoir couvert
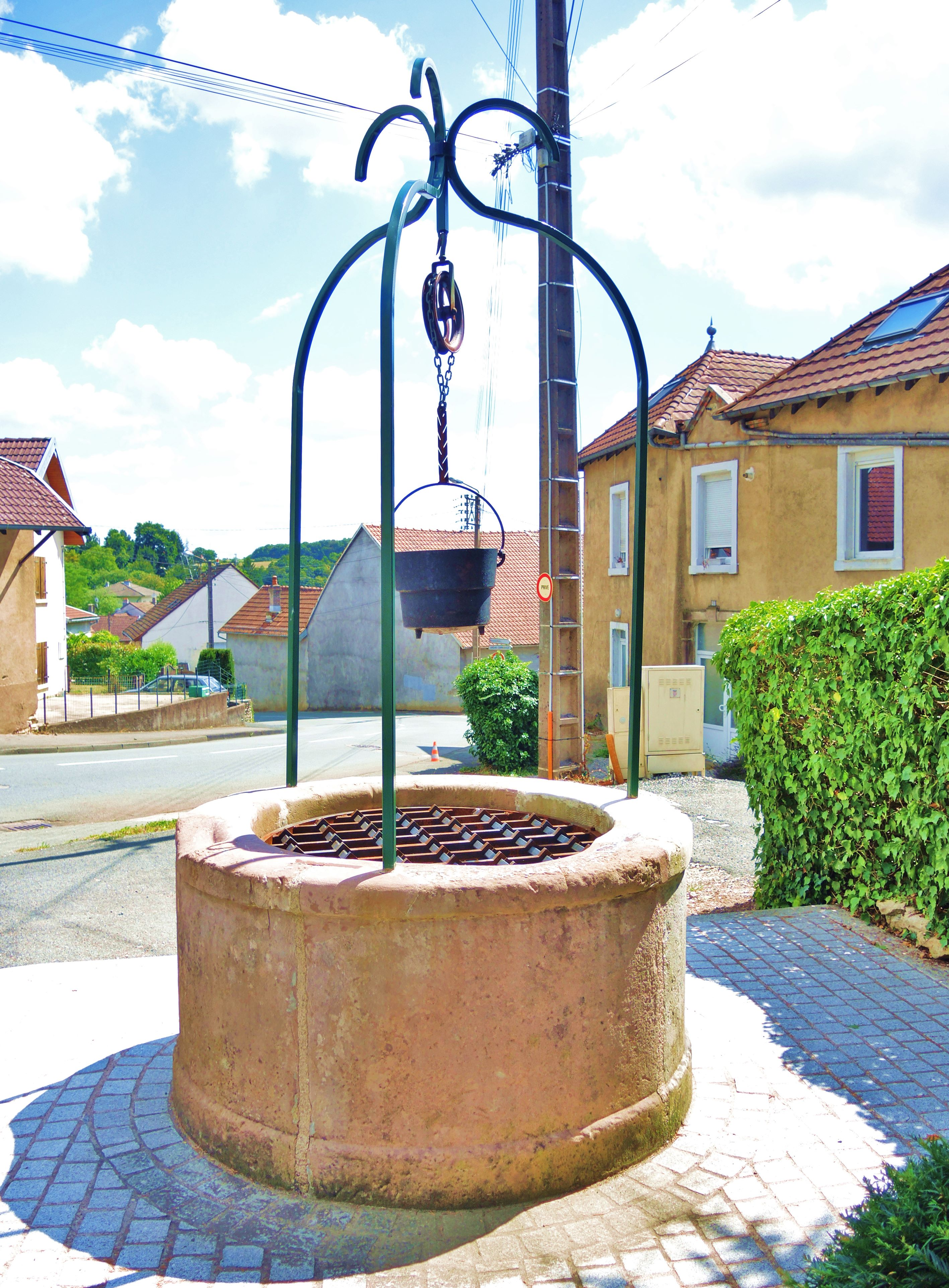
Puits ancien

### Personnalités liées à la commune.
- Charles-Albert Costa de Beauregard (1835-1909), écrivain académicien, fait prisonnier par les Prussiens lors de la bataille de la Lizaine en janvier 1871.
- Marcel Wassmer (1949-1979), footballeur né sur la commune, a joué à Sochaux et Épinal.
- Nora Zaïdi (1965-), députée européenne de 1989 à 1994, née à Bethoncourt.
- Jérôme Gaillardet (1966-), géochimiste Institut de physique du globe de Paris, médaille d'argent du CNRS, né à Béthoncourt.

### Héraldique
| Blason de Bethoncourt | Blason  | D’azur à la champagne cousue de gueules chargée de deux bars adossés d’or, au besant d’or mouvant du flanc dextre et du trait de la champagne, rayonnant de sept pièces gironnantes du même en barre s’évasant vers les bords de l’écu, à la lettre B capitale aussi d’or brochant sur les rayons. |
| Blason de Bethoncourt | Détails | Le statut officiel du blason reste à déterminer. |